# Spodoptera ingloria
Spodoptera ingloria là một loài bướm đêm trong họ Noctuidae.